# Vespadelus baverstocki
Vespadelus baverstocki é uma espécie de morcego da família Vespertilionidae. Endêmica da Austrália.